# 地牢守护者
《地牢守護者》是一款由Trendy娱乐公司開發的塔防、動作角色扮演遊戲混合類型的系列遊戲。遊戲發生在一個魔幻的世界，玩家需要幫助正在修行的學徒守護地牢免受邪惡怪物的攻擊。地牢守護者於2010年12月發布，並計劃登錄微軟Xbox Live Arcade、索尼的PlayStation Network以及個人電腦平台。在支持Move的同時，Trendy娛樂公司還計劃推出支持PlayStation Network的版本以及其他掌機的版本。Epic Games公司副總裁馬克·萊因聲明該遊戲將是一款跨平台遊戲，並支持PlayStation 3和PlayStation Vita。该游戏于2011年10月19日通过Steam发布。

## 地牢守護者：第一波
《地牢守護者：第一波》是地牢守護者系列遊戲的第一部，同時它也是iOS和Android平台上第一款採用虛幻3引擎製作的遊戲。第一波最後一次更新的版本號為：v5.26。遊戲可以通過無線網絡和區域網路與其他玩家進行跨平台對戰和合作。

## 地牢守護者：第二波
《地牢守護者：第二波》是地牢守護者系列遊戲的第二部，初始版本號為：v5.31。

## 遊戲任務職業
遊戲有四個職業供玩家選擇，玩家可以在遊戲的任何時候切換職業角色，不同的職業對應不同的技能和特性。
- 騎士：一個聖騎士的學徒，正在修行當中，為了國家的榮譽和安全而努力修行。能建造蠻力的建築物並且短距離武器來攻擊敵人。使用武器為“劍”。
- 武僧：一個愛好和平的寺僧學徒，為了幫死去老師報仇而拿起武器保護家園，使用的武器是長矛。
- 魔法師：一個正在修煉魔法的魔法學徒，為了更好的了解魔法世界的奧秘而修行着，奉崇大魔導師的指導，能使用魔法書的咒語遠距離攻擊敵人。
- 盜賊：一個擅長安放陷阱的女盜賊學徒，從小學習隱匿暗殺的能力，能在暗處攻擊敵人，使用遠距離的弓箭和武器。

## 其他鏈接
- DD官方網站（页面存档备份，存于）